# Collepepe
Collepepe è una frazione del comune di Collazzone (PG).
Con 1 056 abitanti è il centro più popoloso del territorio comunale. La zona è attraversata dalla Strada europea E45, ma è raggiungibile anche da Foligno o Spoleto, grazie alla strada del Puglia che lo congiunge a Bastardo. Il borgo medievale sorge su una collina (251 m s.l.m.) che domina la valle Tiberina, mentre la maggior parte delle abitazioni si trova in pianura, fino a lambire il corso del fiume Tevere.

## Storia
Collepepe ha sempre rivestito una notevole importanza strategica, per la sua posizione a difesa e controllo della via di comunicazione tra il territorio perugino-marscianese e quello della valle spoletina. Per questo motivo, fu sempre oggetto di contesa tra Todi, Perugia e Spoleto.
Nel 1290 risultava già assai sviluppato dal punto di vista urbanistico e contava 250 abitanti.

## Economia e manifestazioni
Collepepe è la principale zona produttiva ed industriale del comune di Collazzone, soprattutto grazie alla sua vicinanza con le principali vie di comunicazione. Da ricordare la presenza di un'industria grafica, varie ditte di produzione infissi in alluminio.
Nel mese di luglio vi si svolgeva (dal 2002 al 2013 compresi) la Sagra della Nutella.

## Monumenti e luoghi d'arte
- Torre del borgo (XIV secolo), all'ingresso del castello;
- Chiesa parrocchiale di Santa Maria Assunta. Essa si trova all'interno delle mura e nel corso dei secoli è stata restaurata parecchie volte, con conseguenti alterazioni dell'aspetto originale. Al suo interno si trovano due tele, una "Madonna del Carmine" del XVIII secolo e una con i "Santi Emanuele e Vito", attribuita ad Emauele Alfani (XVIII secolo).
- Chiesa della Madonna del Buon Consiglio, eretta appena fuori dal castello. All'interno è visibile sulla parete destra un affresco trasportato di fine XV secolo, la "Madonna di San Martino", proveniente probabilmente da un'edicola che sorgeva lungo l'attuale via del Convento.
- Le Carceri (I secolo), un rudere in opus caementicium che è testimone della presenza romana in epoca imperiale. Di esse rimangono alcune cisterne per la raccolta dell'acqua, probabilmente usate dalle terme di una villa o di un insediamento.

Nel 2010 due bambini (Dennis Sorci e Riccardo Balsamo) pubblicarono alcuni video su YouTube riguardo alle carceri con il titolo di "Carceriromane Collepepe". Questi video sono stati rimossi qualche anno dopo.
- Abbazia di S. Pancrazio, oggi completamente ristrutturata e divenuta un lussuoso albergo.

## Sport

### Impianti sportivi
- Stadio Comunale di Collepepe, in Via Colle S. Stefano (calcio).
- Palestra comunale (pallavolo, karate, ginnastica e calcetto).

### Associazioni sportive
- Tiber Collepepe (calcio)
- Polisportiva Collepepe